# Комольцево
Комольцево — деревня в Вичугском районе Ивановской области. Входит в состав Сошниковского сельского поселения.

## География
Находится в северо-восточной части Ивановской области на расстоянии приблизительно 17 км на восток-юго-восток по прямой от районного центра города Вичуга.

## История
Деревня уже появилась на карте 1840 года. В 1872 году здесь (тогда Юрьевецкий уезд Костромской губернии) был учтен 31 двор, в 1907 году — 43.

## Население
Постоянное население составляло 164 человека (1872 год), 199 (1897), 196 (1907), 12 в 2002 году (русские 100 %), 3 в 2010.